# 4110 Keats
4110 Keats је астероид главног астероидног појаса. Приближан пречник астероида је 25,29 ,
а средња удаљеност астероида од Сунца износи 3,094 астрономских јединица (АЈ).
Инклинација (нагиб) орбите у односу на раван еклиптике је 2,100 степени, а орбитални период износи 1988,312 дана (5,443 година). Ексцентрицитет орбите астероида износи 0,122.
Апсолутна магнитуда астероида износи 11,60 а геометријски албедо 0,063.
Астероид је откривен 13. фебруара 1977. године.